# Æscwine
Æscwine byl králem Wessexu mezi lety 674 a 676, ale pravděpodobně nebyl jediným jeho králem v té době. Po smrti krále Cenwalha v roce 672 začalo zhruba 10leté politicky nestabilní období. Æscwinův otec Cenfus byl, zdá se, „podkrálem“ vedle královny Seaxburh a dalších. Rokem 674 mizí Cenfus a Seaxburh z historických zdrojů. Králem se stal Cenfusův syn Æscwine, který pravděpodobně také musel sdílet vládu s jinými nižšími králi.
Beda Ctihodný píše, že po smrti krále Cenwalha v roce 672: „vzali jeho vévodové vládu království lidu na sebe a rozdělili ji mezi sebe, drželi ji deset let“. Podle Anglosaské kroniky nastoupila po Cenwalhovi asi na rok jako panovnice jeho vdova Seaxburh. Æscwine vládl přibližně od 674 do 676. Jiný zdroj tvrdí, že Æscwinův otec Cenfus (staroanglicky: Cēnfūs) vládl dva roky po Seaxburze.
Podle genealogie uvedené v Anglosaské kronice byl Æscwine v páté generaci potomkem krále Cynrika. Bedův nezájem o Æscwina jako o pouhého „podkrále“ může představovat názory stoupenců wessexského krále Inea, jehož rodina vládla Wessexu v Bedově době, a měla být legitimními potomky Cynrika přes Ceawlinova syna Cuthwina.
V roce 675 odrazil Æscwine v bitvě u Biedanheafde (místo nebylo spolehlivě identifikováno) invazi do Wessexu, kterou vedl mercijský král Wulfhere, a i když se mu podařilo zahnat mercijské síly, nevyužil tohoto vítězství. Wulfhere zemřel brzy poté. Æscwine zemřel po dvouleté vládě v roce 676.
Po Æscwinově smrti nastoupil na trůn Wessexu Centwine.